# Jadeiet

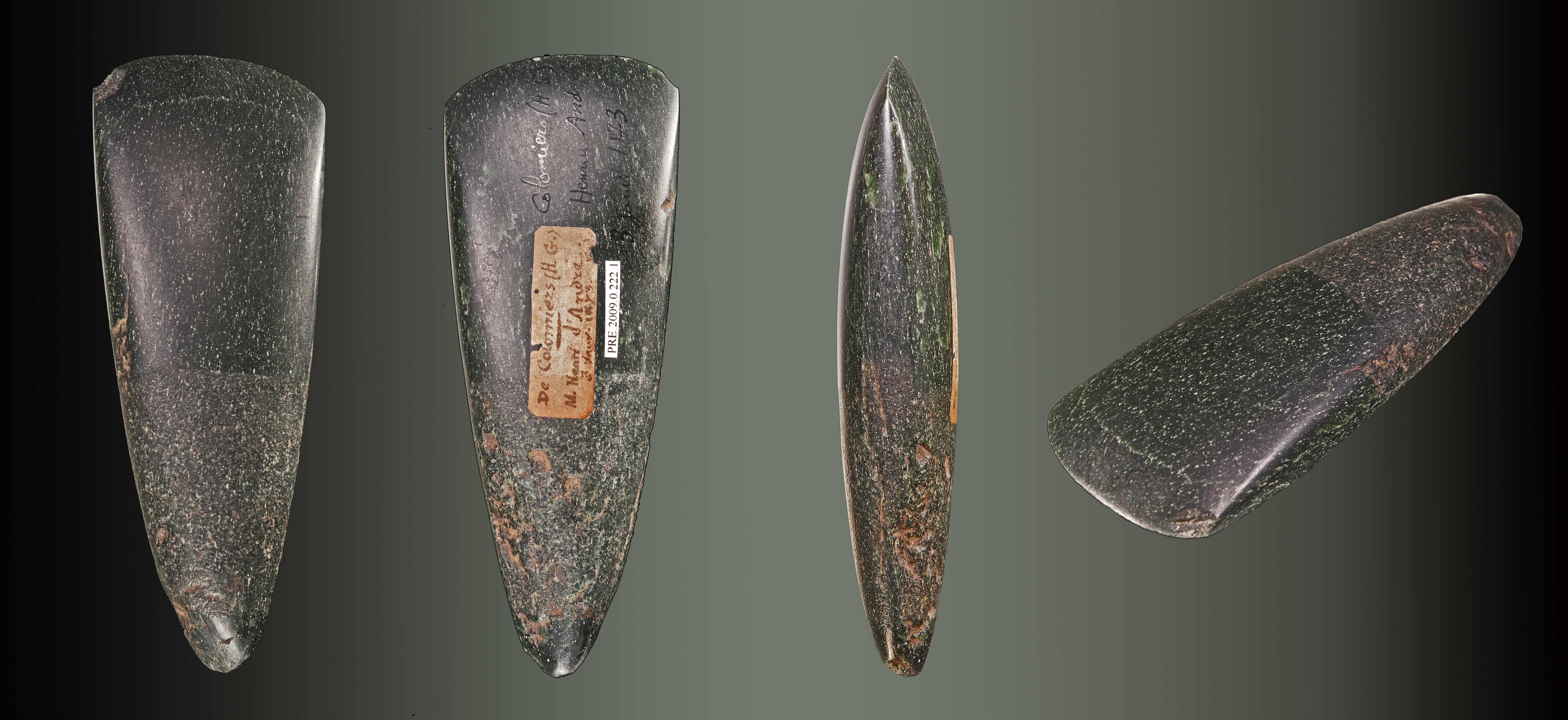
Jadeïet

Het mineraal jadeïet is een natrium-aluminium-inosilicaat, een verbinding van twee inosilicaationen met natrium en aluminium met molecuulformule NaAlSi2O6. Het is een pyroxeen. Jadeïet is genoemd naar het Spaanse piedra de ijada, 'steen van de zijkant', omdat werd verondersteld dat het, wanneer iemand het aan de zijkant van haar of zijn lichaam droeg, aandoeningen van de nieren zou genezen. Het is een van de twee mineralen die in de edelsteen jade kunnen voorkomen, het andere is nefriet, de groene amfibool. Jadeïet kan wit, appelgroen tot diep jadegroen zijn, hoewel de streepkleur wit is. Het heeft een monoklien kristalstelsel en de splijting is goed. De massadichtheid 3,3 kg/l en de hardheid 6,5.
Het wordt in metamorfe gesteenten gevonden, die onder hoge druk zijn gevormd en relatief lage temperatuur, en ook in sterk gemetamofoseerde serpentinieten, waar veel natrium in voorkomt. Mineralen die samen met jadeïet voorkomen, zijn glaucofaan, muscoviet, lawsoniet, aragoniet en kwarts. Verschillende typelocaties zijn Clear Creek, San Benito County, Californië, Verenigde Staten en de buurt van de dorpen Tawmaw en Hpakan in Myanmar.